# Stari svijet
Pod pojmom Stari svijet podrazumijevaju se kontinenti koje su Europljani poznavali prije otkrića Amerika 1492.: Europa, Afrika i Azija.
Nasuprot tome, postoji i pojam novi svijet Amerika: Sjeverna i Južna Amerika.
Australija i Antarktika nisu u vrijeme nastanka ovih pojmova još bile poznate, pa nisu uvrštene u nijedan od ovih pojmova.